# Doyle Bramhall
Doyle Bramhall (Dallas, Texas, 1949. február 17. – Alpine, Texas, 2011. november 12.), amerikai blues/rockzenész.

## Kezdetek a Fitchburg Street-en
1949-ben született Dallas nyugati részében (saját visszaemlékezése szerint a Fitchburg utcában).
A családja a zene miatt költözött erre a vidékre (nagybátyja harmonikás volt több dallasi bandában).
Szívesen emlékezik vissza erre az időszakra.
"Régre visszanyúló Fitchburg Street-i emlékeimben látom édesanyámat, nagynénémet, Helent és testvéremet Shirley-t, amint épp a korai '50-es évek pop dallamaira táncolnak."
"Some of my earliest memories of Fitchburg Street are watching my mom, Aunt Helen and sister Shirley dance to the pop tunes of the day in the early 1950s."
Későbbiekben a Dallas nyugati részétől pár mérföldre, ÉNY-ra, Irving-ben éltek, ahol testvérével, Ronnie-val és négy-öt középiskolai barátjával össze-összejárt, hogy a nagy öregek R&B és blues lemezeit hallgassák (Howlin' Wolf, Memphis Slim, Muddy Waters, Jimmy Reed, Lightnin' Hopkins, Ray Charles, Lightnin' Slim). Doyle-t elküldték, hiszen még csak tizenéves volt, de a zene, amit csak kívülről hallgathatott, nagyon megragadta.

## Az első zenekarok
Doyle és Dale Bramhall hamar megtette az első lépéseket, hogy saját zenekaruk létrejöhessen, a Paul Ray & The Cobras, melyet gyorsan követett több texasi banda is.
A Chessman nevű zenekarral (Jimmie Vaughan részvételével) Jimi Hendrix előzenekara voltak az államokbéli turnéján.

## A Storm a Vaughan-fivérekkel
A Texas Storm nevű zenekar már Austinban jött létre Jimmie Vaughan közreműködésével 1970-ben (később egyszerűen Storm névvel ismert) SRV alkalmanként basszusgitározott a zenekarban.
A banda hamar elismerésnek örvendett az állam zenei fővárosának számító Austinban, stabil rajongói táborral.

## SRV és id. Bramhall közös szerzeményei
A '70-es évek Doyle számára nehéz időket hoztak. Az énekesük a Nightcrawlers-ben folytatta, ahol az ifjabbik Vaughan is játszott.Ebben az időben írta meg Doyle és Stevie a "Dirty Pool" c. szerzeményt, mely később az ifjabbik Vaughan és zenekara, a Double Trouble nagy sikernek örvendő albumán, a Texas Flood-on jelent meg. Doyle a Vaughan testvérek 1990-es albumán, a Family Style-on is közreműködik).
Bár felvettek egy albumot az A&M kiadónál, ez az azonban sosem jelent meg. Doyle visszament Dallasba a '70-es évek közepén, hogy együtt játszhasson Lightnin' Hopkins-szal és Anson Funderburgh-gel Houstonban (fel is vettek egy albumot az Elektra Records-nál). Később csatlakozott Lou Ann Barton-hoz és bandájához, hogy bemutassák új albumukat, az Old Enough-ot.
A turné hamar véget ért…
Egy rövid kerülőút után a Fort Worth-szel, Doyle négy évig a Marcia Ball dobosa lett 1984től.
- Doyle közreműködött Stevie Ray Vaughan következő albumain (főleg dalszövegeivel):

1983 Texas Flood, 1985 Soul to Soul, 1986 Live Alive, 1989 In Step, 1991 The Sky Is Crying, 1995 Greatest Hits, 1997 Live At Carnegie Hall (1984. október 4-én rögzítették), 2000 SRV Boxed Set, 2001 Live At Montreux: 1982 & 1985

## Saját út
A '80-as évek végén úgy döntött,  hogy több energiát fektet a saját dalaira és zenéjére, így besegített Stevie Ray Vaughan dalaiba is. Bramhall első szólóalbuma, a Bird Nest On The Ground 1994-ben jelent meg az Antone's Records-nál. A lemezkiadó legjobb eladást elérő albumává lépett elő rövid időn belül.
Olyan zenészekkel dolgozott együtt mint Gary Primich, Casper Rawls, Riley Osbourn, Mike Judge (a Beavis and Butthead kitalálója, aki együtt játszott Bramhall-lal korábban), Roscoe Beck, Doyle Bramhall II és Wayne Jackson.
A gyökerekhez nyúlt vissza id. Bramhall azzal, hogy John Lee Hooker, O.V. Wright, Buddy Miles, Otis Redding, Howlin' Wolf, Erma Franklin és Z.Z. Hill dalait dolgozta fel.
"A dalok többsége, melyeket feldolgoztam erre az albumra, mind olyan előadóktól származnak, akik nagy hatást tettek az énekstílusomra és a zenei vonalra, általában, melyet követek."
"The majority of the songs I covered for this album are songs sung by artists who have influenced my singing style, and really, my musical style in general."
Természetesen helyet foglal az albumon egy dal, melyet id. Bramhall a feleségével, Barbara Logan-nel Stevie Ray Vaughan számára írt. A dal a Life By The Drop…

## Diszkográfia

### Önálló albumok
1994 Bird Nest on the Ground
Kiadó: Antone's Records
1. Bird Nest On The Ground
2. Change It
3. Other Side Of Love
4. The Hunter
5. I'm In The Mood
6. She's Gone
7. I Can See Clearly Now
8. (Marie's The Name) His Latest Flame
9. Too Sorry
10. I Know
11. Take Your Time, Son

2003 Fitchburg Street
Kiadó: Yep Roc
Stúdió: The Hit Shack, Austin, TX & Arlyn And ASM Studio, Austin, TX
Master: Gateway Mastering, Portland, ME
1. Dimples
2. I'd Rather Be (Blind, Crippled & Crazy)
3. Changes 8. Maudie
4. Life By The Drop
5. That's How Strong My Love Is
6. Baby What You Want Me To Do
7. It Ain't No Use
8. Forty Four
9. Sugar (Where'd You Get Your Sugar From)

2007 Is It News
Kiadó: Yep Rock Records
Producer: C.C. Adcock, Doyle Bramhall
1. Lost In the Congo
2. Is It News
3. Chateau Strut
4. Tortured Soul
5. Cryin'
6. I'll Take You Away
7. Big
8. Ooh Wee Baby
9. You Left Me This Mornin'
10. Top Rank Boxing
11. That Day
12. Little Star (The Moon Is Shining)

### Közreműködött
- 1989 Texas Bluesman  – Zu Zu Bolin
- 1990 Family Style  – Jimmie és Stevie Ray Vaughan
- 1998 N'Dea Davenport  – N'Dea Davenport
- 1985 Hot Tamale Baby 1985 – Marcia Ball
- 1990 Dreams Come True – Marcia Ball/Lou Ann Barton/Angela Strehli
- 1995 Hey – Toni Price
- 1996 Sayin' What I'm Thinkin' – Sister Sarah Brown
- 1996 Doyle Bramhall II  – Doyle Bramhall II
- 1996 Antone's 20th Anniversary – Various Artists
- 1997 Let Me Play With Your Poodle – Marcia Ball
- 1998 Mardi Gras Time – Various Artists
- 1999 Jellycream – Doyle Bramhall II
- 2000 Break It All Down – Richie Kotzen
- 2000 Love Is Greater Than Me – Chris Duarte Group
- 2001 Alligator Records 30th Anniversary Collection – Various Artists
- 2001 Been a Long Time – Double Trouble
- 2003 Thousand Kisses Deep – Chris Botti
- 2003 Essential Jimmie Vaughan (Rmst) – Jimmie Vaughan
- 2003 Comfort Woman – Me'Shell NdegéOcello
- 2001 Presumed Innocent – Marcia Ball
- 2000 Circle – Indigenous
- 2005 Well [Bonus Track Hybrid] – Jennifer Warnes